# Limonia annulata
Limonia annulata là một loài ruồi trong họ Limoniidae. Chúng phân bố ở miền Cổ bắc.